# Kathleen Aerts

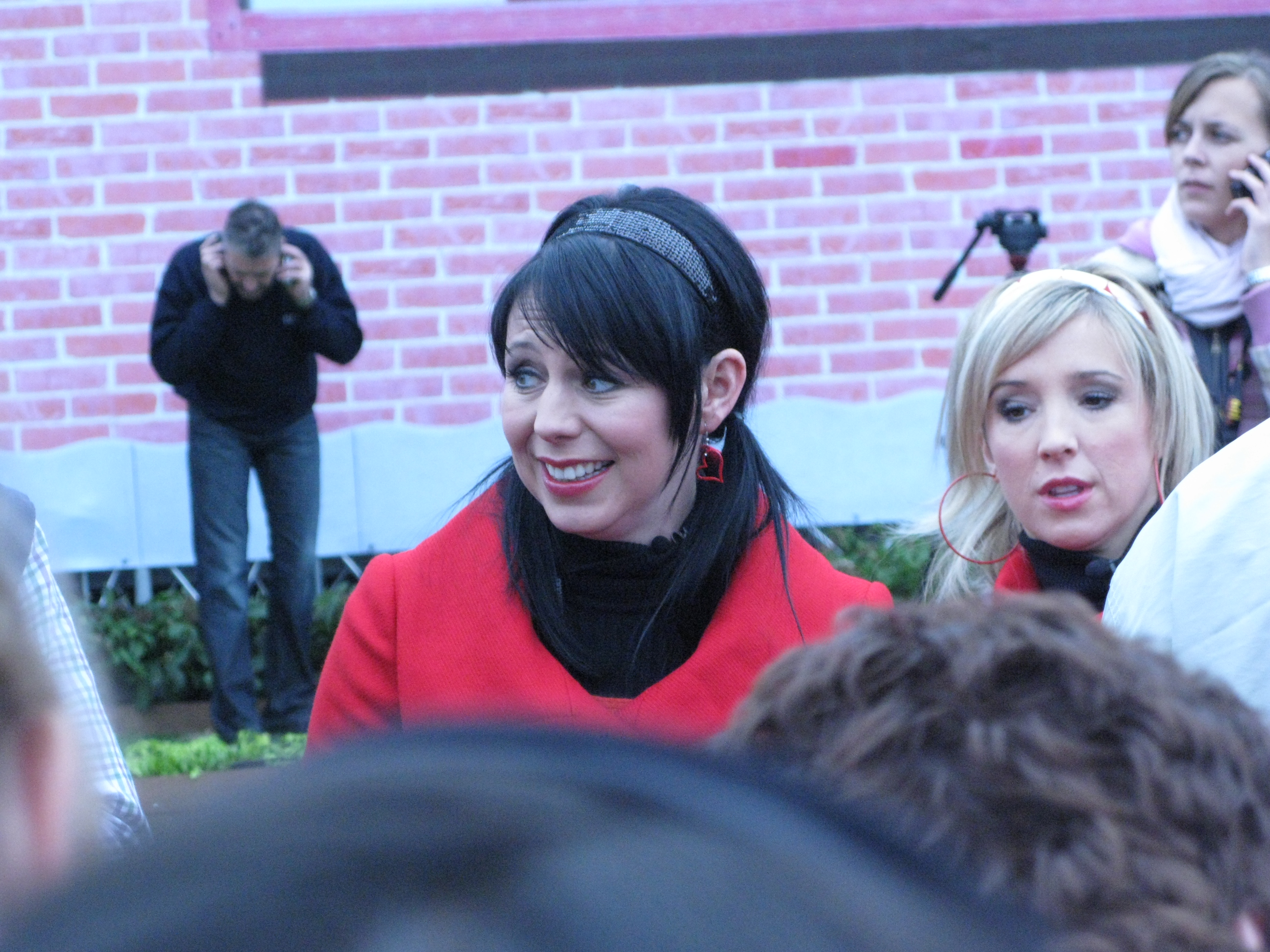
Kathleen Aerts mit Ex-K3-Kollegin Kristel Verbeke

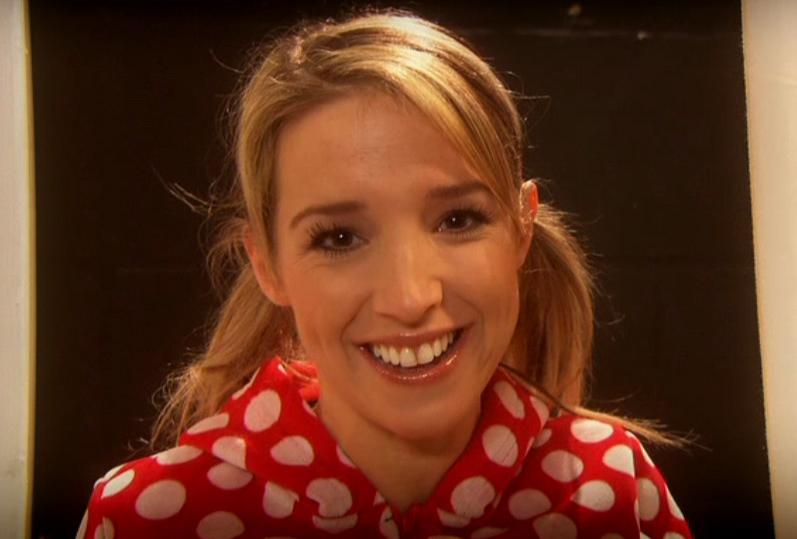
Kathleen Aerts

Kathleen Aerts, eigentlich Kathelijne Elisabeth Maria Aerts (* 18. Juni 1978 in Geel, Belgien) ist eine belgische Singer-Songwriterin. Sie war ein Mitglied der belgischen Pop-Gruppe K3.

## Leben
Kathleen Aerts war von 1998 bis 2009 ein Mitglied des flämischen Gesangstrios K3, welches sich mit seiner Musik mehr an Kinder richtet. Das Genre der Band war Pop und Bubblegum-Pop. Ursprünglich sollte K3 eine niederländischsprachige Version der Spice Girls sein. Der erste Song Wat ik wil floppte jedoch. K3 nahm im darauffolgenden Jahr erfolglos beim Vorentscheid des Eurovision Song Contest teil,  wobei sich ihre Single „Heyah Mama“ einige Zeit später erfolgreich sowohl in den belgischen, wie auch den niederländischen Charts platzierte.
Zusammen mit K3 hat Aerts über 4 Millionen Singles, Alben und auch DVDs verkauft. Ebenso hat sie einige Filme mit K3 herausgebracht und spielte in zwei K3-Musicals mit.
Seit Aerts K3 verlassen hat, singen Verbeke und Damen zusammen mit Josje Huisman, die durch eine eigens dafür abgehaltene Castingshow den Part in der Gruppe gewann.
Im Jahr 2010 war Aerts ein Mitglied der Ketnetband.
Nachdem Aerts im Jahre 2009 K3 verlassen hatte, startete sie ihre Solokarriere mit dem Song „Zumba Yade“. Später folgte das Album „Kathleen in symfonie“, auf dem sie Schlager sang. 2010 gab Aerts bekannt wieder zurück zur Kindermusik zu kehren. Ihr erstes Kinderlied, ohne K3, hieß Boerderij blue (dt. Bauernhof-Blues) ist jedoch noch nicht als Single auf dem Markt erschienen, sondern erst später auf ihrem dritten Soloalbum Vlinders (dt. Schmetterlinge), das im September 2013 erscheinen. Die Lieder hat sie teilweise selbst geschrieben.
Im Jahr 2009 schrieb sie nach ihrem Ausstieg bei K3 ein autobiographisches Buch. Seit Juni 2009 hat sie eine Beziehung mit dem Polizisten Sven van Hoof, den sie am 12. Juni 2010 heiratete. Ihr erster Sohn kam am 26. Januar 2011 zur Welt, der zweite am 8. Dezember 2013. Im Jahr 2015 zogen sie und ihre Familie zusammen mit ihrer dementen Mutter nach Südafrika. Im selben Jahr erschien ein Buch, in dem sie den Alsheimer Verlauf ihrer Mutter schildert. 2016 erschien die erste Single in Afrikaans Die Roos (dt. Die Rose), ein Cover von Bette Midlers The Rose.
In ihrer Zeit bei K3 konnte sie sich ein Vermögen von 2,12 Millionen Euro anhäufen.

## Diskografie

### Alben
| Jahr | Titel                                             | Höchstplatzierung, Gesamtwochen, AuszeichnungChartplatzierungen (Jahr, Titel, Platzierungen, Wochen, Auszeichnungen, Anmerkungen) | Höchstplatzierung, Gesamtwochen, AuszeichnungChartplatzierungen (Jahr, Titel, Platzierungen, Wochen, Auszeichnungen, Anmerkungen) | Anmerkungen     |
| Jahr | Titel                                             | BEF | NL | Anmerkungen     |
| ---- | ------------------------------------------------- | --- | --- | --------------- |
| 2009 | In symfonie – De mooiste Nederlandstalige liedjes | BEF21 (12 Wo.)BEF | — |                 |
| 2012 | Dag Sinterklaasje                                 | BEF14 (11 Wo.)BEF | NL54 (2 Wo.)NL | Weihnachtsalbum |
| 2013 | Vlinders                                          | BEF24 (13 Wo.)BEF | — |                 |

### Singles
| Jahr | Titel Album | Höchstplatzierung, Gesamtwochen, AuszeichnungChartplatzierungen (Jahr, Titel, Album, Platzierungen, Wochen, Auszeichnungen, Anmerkungen) | Höchstplatzierung, Gesamtwochen, AuszeichnungChartplatzierungen (Jahr, Titel, Album, Platzierungen, Wochen, Auszeichnungen, Anmerkungen) | Anmerkungen             |
| Jahr | Titel Album | BEF | NL | Anmerkungen             |
| ---- | ----------- | --- | --- | ----------------------- |
| 2009 | Zumba Yade  | BEF11 (9 Wo.)BEF | — | mit Soweto Gospel Choir |

Weitere Singles
- 2012: De Sinterklaas polonaise
- 2012: Feest voor iedereen (mit Diego Piet)
- 2013: Hey Chickie! (Erstveröffentlichung: 15. Juni 2013)
- 2013: Vliegen (Erstveröffentlichung: 16. September 2013)
- 2013: Juffrouw (Erstveröffentlichung: 23. November 2013)
- 2016: De Roos (Single in Afrikaans)
- 2017: Afrika (zum Soundtrack des Films FC De Kampioenen: Forever)

## Filmografie/Fernsehauftritte

### Filmografie
- 2000: Samson en Gert (Gastrolle, als sie selbst)
- 2002: Samson en Gert (Gastrolle, als sie selbst)
- 2002: K3 in Zwitserland
- 2003: K3 in de Ardennen
- 2004: K3 en het magische Medallion
- 2004: Fata Morgana
- 2006: K3 en het IJsprinsesje
- 2006: Piet Piraat en het vliegende schip (Stimmen der fleischfressenden Pflanzen)
- 2007: K3 en de Kattenprins
- 2007: K3 in de sneeuw
- 2009: Hit the road (3 Folgen, als sie selbst)
- 2012: Sint & Diego en de Magische Bron van Myra

### Fernsehauftritte
- 1999: Eurosong 1999 (zusammen mit K3)
- 2002–2005: Top of the Pops NL (zusammen mit K3)
- 2003–2009: De wereld van K3 (als Moderatorin)
- 2004–2005: Kids Top 20 (zusammen mit K3)
- 2006: Zo is er maar één (als Kandidatin)
- 2008: 101 vragen aan … (als sie selbst)
- 2008: Peter live (zusammen mit K3)
- 2009: K2 zoekt K3 (als Gast)
- 2009: Life4You (als Gast)
- 2009: Peter live (als sie selbst)
- 2009: Junior Eurosong 2009 (als Jurorin, 4 Folgen)
- 2009–2010: Ranking the Stars (als sie selbst)
- 2010: My Name Is … (als Jurorin)
- 2010: Het perfecte plaatje (als sie selbst)
- 2010: RTL Boulevard (als sie selbst)
- 2012: Junior Eurosong 2012 (als Coach)
- 2013: De Juniors 2013 (als Coach)
- 2013: Op stap met Dirk Scheele

## Bücher
- 2009: Mijn leven als K1 (dt. Mein Leben als K1), biographisches Buch
- 2015: Voor altijd mijn mama. Leven met jongdeementie (dt. Für immer meine Mama. Leben mit Frühdemenz), biographisches Buch über die Frühdemenz ihrer Mutter
- 2017: Lilly en Max in de wereld van Oma (dt. Lilly und Max in der Welt von Oma), Kinderbuch über Demenz

## Musicals
- 1998: Sneeuwwitje (als Sneuuwwitje, dt. „Schneewittchen“)
- 2002: Doornroosje (als eine der guten Feen, dt. „Dornröschen“)
- 2003: De drie biggetjes (als Knorri, eines der „Drei kleine Schweinchen“)
- 2005: De kleine zeemermin (als die „Kleine Meerjungfrau“)
- 2007: De drie biggetjes (als Knorri, eines der „Drei kleine Schweinchen“)

## Wissenswertes
- Aerts’ Abbild in Form einer Wachsfigur steht im Madame Tussauds in Amsterdam.
- Der Song „Zumba Yade“ wurde von Aerts mit Unicef aufgenommen. Ein Teil der Spenden ging an die Gesellschaft, um armen Kindern in Afrika zu helfen. Für dieses Projekt reiste Aerts nach Afrika und besuchte u. a. eine Schule.
- Auf dem Album „Kathleen in symfonie“ singt Kathleen ein Duett mit Danny de Munk.
- Das Album „Dag Sinterklaasje“ entstand, weil Aerts die alten Weihnachtslieder in einer modernen Form präsentieren möchte, diese Idee kam ihr, als sie Weihnachtslieder raussuchte, welche sie ihrem Sohn vorsingen könne. Auf diesem Album hat sie das erste Mal selbst an den Liedern mitgeschrieben.